# Tadekho Hill
Der Tadekho Hill ist ein isolierter Hügel im Northern Interior der kanadischen Provinz British Columbia. Er liegt 64 km südwestlich von Tatogga und 10 km südwestlich des Kitsu Peak im Südwesten des Mount Edziza Provincial Park.

## Geschichte
Der Tadekho Hill wurde am 2. Januar 1980 durch die Geological Survey of Canada gemeinsam mit dem Tadekho Creek benannt.

## Geologie
Der Tadekho Hill ist ein vulkanisches Objekt, das in Zusammenhang mit dem Vulkankomplex der Spectrum Range steht, welche wiederum Teil der Northern Cordilleran Volcanic Province ist. Es handelt sich um einen subglazialen Vulkan, der im Pleistozän entstand.